# Lepanthes clarkii
Lepanthes clarkii är en orkidéart som beskrevs av Carlyle August Luer. Lepanthes clarkii ingår i släktet Lepanthes och familjen orkidéer. Inga underarter finns listade i Catalogue of Life.